# Éloise
Éloise település Franciaországban, Haute-Savoie megyében. Lakosainak száma 935 fő (2022. január 1.). Éloise Léaz, Chêne-en-Semine, Clarafond-Arcine, Saint-Germain-sur-Rhône, Valserhône, Arlod és Coupy községekkel határos.

## Népesség
A település népességének változása:
| Lakosok száma | 844  | 833  | 855  | 864  | 895  | 927  | 931  | 931  | 935  |
|               | 2013 | 2015 | 2016 | 2017 | 2018 | 2019 | 2020 | 2021 | 2022 |